# Richard Jordan Gatling
Richard Jordan Gatling (Contea di Hertford, 12 settembre 1818 – New York, 26 febbraio 1903) è stato un inventore statunitense, noto per l'invenzione della mitragliatrice omonima.

## Biografia

Autografo di Richard Jordan Gatling

Nacque nella Contea di Hertford nel 1818. All'età di 21 anni Gatling ideò un'elica per battello a vapore, ma un modello praticamente identico era stato brevettato pochi mesi prima da John Ericsson.
Nel suo periodo di vita nel North Carolina, lavorò nell'ufficio del segretario della Contea, ebbe una breve carriera da insegnante e infine divenne un mercante. All'età di 36 anni Gatling si trasferì a St. Louis, dove lavorò in un emporio di cibi essiccati.
Lì inventò due macchinari che servivano a seminare mais e riso. L'introduzione di questi due macchinari ha dato un notevole incremento allo sviluppo in campo agricolo del paese.
Dopo un attacco di vaiolo, Gatling si interessò alla medicina. Si laureò presso l'Ohio Medical College nel 1850 con il titolo di dottore della medicina. Nonostante ciò, non ha mai fatto il medico perché il suo interesse era rivolto alle invenzioni. Il 25 ottobre 1854, Gatling sposò Jemima Sanders, figlia di un fisiatra di Indianapolis. La figlia più giovane, Zerelda, sposò David Wallace, governatore dell'Indiana, membro della massoneria, affiliato alla Center Lodge No. 23 , come lo fu lo stesso Gatling.
Allo scoppio della guerra civile, Gatling viveva a Indianapolis. Da questa occasione si dedicò al perfezionamento di armi da fuoco. Nel 1861 (ovvero l'anno nel quale scoppiò la guerra civile) ha inventato la Gatling, che viene considerata il primo esempio di mitragliatrice della storia. Lo scopo di Gatling era di inventare un'arma talmente potente da porre fine alla guerra, ma non sapeva che questa invenzione avrebbe modificato il corso della storia. Un anno dopo, nel 1862, fondò la Gatling Gun Company.
Più tardi, nella sua vita, Gatling brevettò invenzioni per migliorare i servizi igienici, le biciclette, la pulizia a vapore della lana grezza, la potenza pneumatica e molti altri campi. Fu eletto come primo presidente della American Association of Inventors and Manufacturers nel 1891 e restò in carica per sei anni. Anche se ancora molto ricco, alla sua morte aveva perso molto denaro a causa di investimenti rivelatisi sbagliati. Nei suoi ultimi anni, Gatling tornò a Saint Louis per formare una nuova società per la produzione degli aratri a vapore (trattori) da lui inventati. Mentre era in visita a New York con la figlia per presentare un brevetto, Gatling morì all'età di 85 anni il 26 febbraio del 1903. La sua sepoltura si trova al Crown Hill Cemetery di Indianapolis.

## Invenzioni
- Elica a vite
- Macina del 1839
- Macchina per la lavorazione della canapa del 1850
- Trattore a vapore del 1857
- Gatling gun del 1861
- Battello a vapore del 1862
- Trattore a motore

### Gatling gun
Gatling inventò il Gatling gun dopo aver saputo che i soldati morivano più per le malattie che per il fuoco nemico nella guerra civile americana. 
Nel 1877 scrisse:
(Richard Jordan Gatling)